# Calon Arang

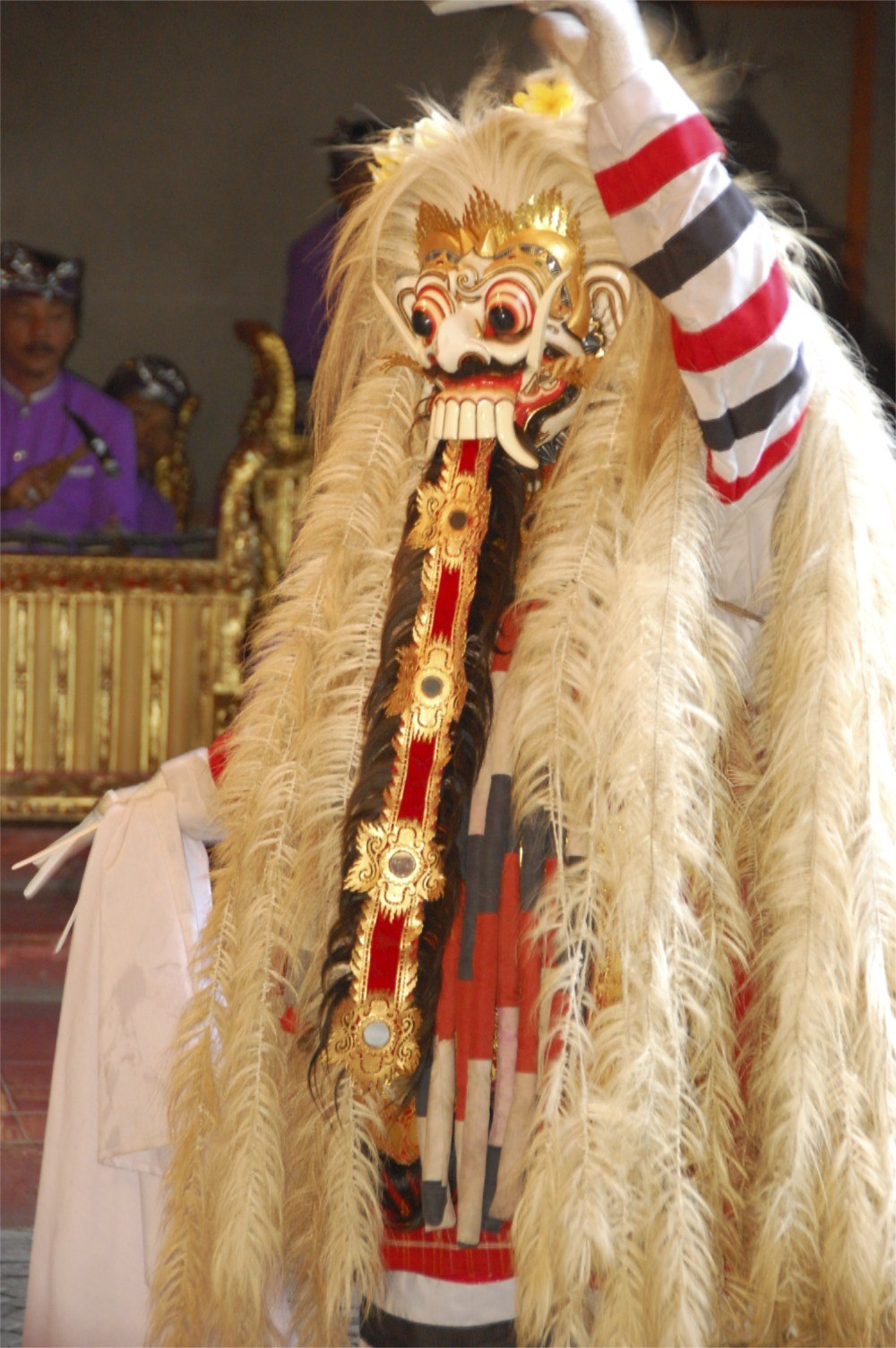
Illustration de la sorcière lors d'une représentation costumée.

Le Calon Arang est un récit qu'on estime remonter à l'époque du royaume javanais de Majapahit (XIVe et XVe siècles). On le connaît par un manuscrit balinais traduit en néerlandais par le linguiste R. Ng. Poerbatjaraka en 1926. Ce manuscrit contient des mots de moyen-javanais et a donc vraisemblablement été écrit au XVIe siècle. On n'a pas retrouvé l'original.
Le Calon Arang relate des événements qui se déroulent à l'époque du roi Airlangga (règne 1016-1045). Il est constitué de deux parties. La première raconte l'histoire de Calon Arang, une veuve et sorcière du village de Girah. La deuxième partie raconte le partage du royaume d'Airlangga par son maître spirituel, Mpu Bharadah.
Calon Arang a une belle fille du nom de Ratna Manggali. Parce que sa mère est sorcière, personne n'ose demander Ratna en mariage. Calon Arang en est furieuse. Pour se venger, elle ordonne à ses disciples de se joindre à elle dans son culte de Durga pour répandre une épidémie dans le royaume. Elle y parvient, causant la mort de nombreux sujets d'Airlangga. Mpu Bharadah, le maître des yogi du royaume, réussit à l'arrêter.
Ce drame est accompagné par des instruments de musique traditionnels.

## Source
- Hariani Santiko